# Episodi di Divorce (prima stagione)
La prima stagione della serie televisiva Divorce, composta da 10 episodi, è stata trasmessa negli Stati Uniti per la prima volta dall'emittente HBO dal 9 ottobre all'11 dicembre 2016.
In Italia, la stagione è andata in onda in prima visione sul canale satellitare Sky Atlantic dal 30 novembre al 28 dicembre 2016.
| nº | Titolo originale | Titolo italiano          | Prima TV USA     | Prima TV Italia  |
| -- | ---------------- | ------------------------ | ---------------- | ---------------- |
| 1  | Pilot            | Derive sentimentali      | 9 ottobre 2016   | 30 novembre 2016 |
| 2  | Next Day         | Il giorno dopo           | 16 ottobre 2016  | 30 novembre 2016 |
| 3  | Counseling       | Consulenza matrimoniale  | 23 ottobre 2016  | 7 dicembre 2016  |
| 4  | Mediation        | Mediazione               | 30 ottobre 2016  | 7 dicembre 2016  |
| 5  | Gustav           | Gustav                   | 6 novembre 2016  | 14 dicembre 2016 |
| 6  | Christmas        | Natale                   | 13 novembre 2016 | 14 dicembre 2016 |
| 7  | Weekend Plans    | Programmi per il weekend | 20 novembre 2016 | 21 dicembre 2016 |
| 8  | Church           | Il perdono               | 27 novembre 2016 | 21 dicembre 2016 |
| 9  | Another Party    | Un'altra festa           | 4 dicembre 2016  | 28 dicembre 2016 |
| 10 | Detente          | Distensione              | 11 dicembre 2016 | 28 dicembre 2016 |